# Vimmerby stadshotell
Vimmerby stadshotell är ett hotell uppfört på 1860-talet. Hotellet har renoverats och byggts ut i olika omgångar sedan dess.

## Historia

### Planering
Det första mötet i stadsfullmäktige där uppförandet av en hotellbyggnad diskuterades ägde rum den 25 februari 1863. 
Tomterna 24 och 25 i det norra kvarteret, ägda av staden sedan 1854, utgjordes vid denna tid av en äldre ryggåsstuga och en tvåvånings enkelstuga, omgivna av några uthusbyggnader. Det dröjde dock till oktober 1866 innan en byggnadskommitté formellt tillsattes, bestående av Vimmerby stads framstående personer: läkaren Tengvall från Södra Vi Hälsobrunn, guldsmeden Svanberg, gårdsägaren P. Lindbeck, apotekaren Hult och rektorn Dusén. Suppleanterna var Ingeström och apotekare Munther; den senare övergick snart till att bli ordinarie ledamot i kommittén.
Uppdraget att uppföra hotellbyggnaden på Stora torgets norra sida tilldelades storbyggmästaren Jonas Jonsson (1806–1885). Byggnaden skulle bli en tvåvånings stenbyggnad med en välvd och rymlig källare samt en delvis inredd vind.

### Uppförande
Ritningarna stod klara 1866, och arbetet med grundläggningen påbörjades troligen samma år. Enligt planerna skulle hotellet innehålla en större och en mindre salong, 26 boningsrum, kök samt fyra rymliga källare. 
Byggnadsarbetet krävde omfattande grundläggning, eftersom källarvåningen skulle vara rymlig och lämpad för förvaring av mat och dryck, under murade tegelvalv. Den betydande sluttningen från torget ned mot dagens Rönnbärsgatan innebar att källaren blev i markplan inåt gården. Murandet av byggnadens stomme pågick under åren 1866 och 1867, och hotellbygget var det största byggnadsprojektet i Vimmerby sedan stadens kyrka restes ett decennium tidigare. Även kyrkan hade ritats av Jonas Jonsson, men då uppdraget skulle tilldelas gick det till en annan byggmästare på grund av Jonssons höga pris.
Materialförsörjningen till hotellet kom delvis från lokala resurser. Murtegel levererades från Fogelhems tegelbruk i Södra Vi socken, vilket bekräftas av en bevarad leveransnota. Timmer togs från stadens västra skog, som var stadens egendom, och sågades till brädor och plankor vid Korka sågkvarn innan det transporterades till byggarbetsplatsen vid torget. Golvbjälkar och takstolar av stora dimensioner bearbetades till "skrätt timmer" med yxa av timmermän. Arbetet fortskred raskt, och när takstolarna var resta i slutet av september 1867 hölls en traditionell "taklagsöl".

### Reparationer och tillbyggnad
Under 1880-talet gjordes mindre renoveringar på hotellet, men foton från 1902 visar att hotellbyggnaden i stort sett då hade bibehållit sitt ursprungliga utseende från byggnadstiden.
Hotellet beskrevs 1915 i ”Sveriges städer”:
| ”…mitt emot rådhuset upptages torgets norra sida av Stadshotellet, en för ett så litet samhälle ganska imponerande byggnad, som byggdes i mitten av 1860-talet. Hotellet fick matsalar, kafé, biljardrum, en större och en mindre salong för större festligheter samt 12 resanderum”. |

År 1933 upprättade arkitekten Axel Brunskog en samling förslagsritningar, som troligen kom till användning i samband med senare förändringar. En omtyckt sommarrestaurang anlades vid hotellets västra gavel, men denna finns inte längre kvar.
Under 1950-talet genomfördes mindre underhållsåtgärder, men en omfattande fasadrenovering och modernisering ägde rum först 1965. En stor utbyggnad av hotellet skedde 1981 i riktning mot Norrtullsgatan, vilket även medförde ändringar i den äldre byggnadsdelen. Bottenvåningen, tidigare försedd med huvudingång från torget, rymmer numera en stor matsal mot torget, medan vissa ursprungliga element, som vindfånget, har avlägsnats. De två stora trapporna som leder till andra våningen finns dock bevarade, men är numera något undanskymda.
År 2024 ändrades Vimmerby stadshotell varumärke från Best Western hotell till WorldHotels Crafted.